# Rosalind Chao
 (février 2024).
Si vous disposez d'ouvrages ou d'articles de référence ou si vous connaissez des sites web de qualité traitant du thème abordé ici, merci de compléter l'article en donnant les références utiles à sa vérifiabilité et en les liant à la section « Notes et références ».
Pour les articles homonymes, voir Chao.
Rosalind Chao est une actrice américaine née le 23 septembre 1957 à Los Angeles, Californie (États-Unis).

## Filmographie

### Cinéma
- 1980 : Le Chinois (The Big Brawl) : Mae
- 1981 : Dent pour dent : Linda Chan
- 1983 : Going Berserk : Kung Fu Girl
- 1986 : Ein Chinese sucht seinen Mörder
- 1987 : Slam Dance : Mrs. Bell
- 1988 : White Ghost : Thi Hau
- 1990 : Denial (en) : Terry
- 1991 : Thousand Pieces of Gold : Lalu
- 1992 : Les Aventures d'un homme invisible (Memoirs of an Invisible Man) : Cathy DiTolla
- 1993 : Le Club de la chance (The Joy Luck Club) : Rose Hsu Jordan
- 1994 : L'Irrésistible North (North) : Chinese Mom
- 1994 : Rendez-vous avec le destin (Love Affair) : Lee
- 1997 : The End of Violence : Claire
- 1998 : Au-delà de nos rêves (What Dreams May Come) : Leona
- 2000 : Enemies of Laughter : Carla
- 2001 : L'Homme d'Elysian Fields (The Man from Elysian Fields) : Female Customer
- 2001 : Sam, je suis Sam (I Am Sam) : Lily
- 2002 : Impostor : Newscaster
- 2003 : Freaky Friday : Dans la peau de ma mère (Freaky Friday), de Mark Waters : Pei-Pei
- 2003 : Inhabited (vidéo) : Ms. Montane
- 2005 : Secrets entre amis (en) (Life of the Party) de Barra Grant (en) : Mei Lin
- 2005 : Et si c'était vrai... (Just Like Heaven) : Fran
- 2015 : Dix-sept ans de captivité (Stockholm, Pennsylvania) de Nikole Beckwith :
- 2019 : The Laundromat : L'Affaire des Panama Papers (The Laundromat) de Steven Soderbergh : Gu Kailai
- 2020 : Mulan de Niki Caro
- 2020 : Marraine ou presque (Godmothered) de Sharon Maguire
- 2021 : Shang-Chi et la Légende des Dix Anneaux de Destin Daniel Cretton
- 2025 : Freaky Friday 2 : Encore dans la peau de ma mère (Freakier Friday) de Nisha Ganatra : Pei-Pei

### Télévision
- 1972 : Anna et le roi ("Anna and the King") (série télévisée) : Princess Serena
- 1976 : P.J. and the President's Son (TV) : Ambassador's Daughter
- 1978 : Hulk revient (The Incredible Hulk: Married) (TV) : Receptionist
- 1979 : Spider-Man: The Dragon's Challenge (TV)
- 1979 : The Ultimate Impostor (TV) : Lai-Ping
- 1979 : Mysterious Island of Beautiful Women (TV) : Flower
- 1981 : The Harlem Globetrotters on Gilligan's Island (en) (TV) : Hotel clerk
- 1981 : Twirl (TV) : Kim King
- 1982 : Moonlight (TV) : Daphne Wu
- 1983 : The Terry Fox Story (TV) : Rika Noda
- 1983 : AfterMASH (série télévisée) : Soon-Lee Klinger
- 1986 : Jack & Mike (TV)
- 1988 : Shooter (en) (TV) : Lan
- 1988 : L'Enfer du Devoir S1 Ep16 : La prisonnière et le Lieutenant
- 1990 : Drug Wars: The Camarena Story (feuilleton TV) : Thanh Steinmetz
- 1990 : Last Flight Out (TV) : Tra Duong
- 1991-1992 : Star Trek : La Nouvelle Génération :  Keiko O'Brien (8 épisodes)
- 1992 : Les Visiteurs de l'au-delà (TV) : Dr. Jenny Sakai
- 1993 - 1999 : Star Trek : Deep Space Nine (TV) : Keiko O'Brien (19 épisodes)
- 1994 : Web of Deception (TV) : Dr Sheila Prosser
- 1996 : Special Report: Journey to Mars (TV) : Dr Lin Yo Yu
- 1996 : Amour, honneur et trahison (To Love, Honor, and Deceive) (TV) : Sydney's Unnamed Friend
- 2001 : Three Blind Mice (TV) : Li Mei Chen
- 2003 : Newport Beach : Mme Kim
- 2003 : Monk (série télévisée) : Arleen Cassady (1 épisode)
- 2003-2004 : Shérifs à Los Angeles : Lieutenant Maggie Chen (4 épisodes)
- 2006 : Newport Beach (The O.C.) : Mme. Kim
- 2008 : Grey's Anatomy : Kathleen Patterson (saison 5, épisode 10)
- 2009 : Private Practice : Lillie Jordan (1 épisode)
- 2010 : Les experts : Michelle Huntley (1 épisode)
- 2011 : New York, section criminelle : Mme Zhuang (1 épisode)
- 2012 : Don't Trust the B---- in Apartment 23 : Pasteur Jin (4 épisodes)
- 2012 : Bones : Mandy Oh (1 épisode)
- 2014 : The Neighbors : Barb Hartley (1 épisode)
- 2014 : Forever : Frenchman (1 épisode)
- 2014 : Intelligence : Sheng-Li wang (1 épisode)
- 2015 : Castle : Mimi Tan (1 épisode)
- 2016 : Hawaii 5-0 : Gouverneure Keiko Mahoe (1 épisode)
- 2016 : The OA : Patricia Knowler (1 épisode)
- 2017 : Black-ish : Dr Stone (1 épisode)
- 2017 : The Catch : Kohana Takashi (1 épisode)
- 2018 : Code Black : Jae Eun (2 épisodes)
- 2019 : This is Us : Anna (1 épisode)
- 2024 : Le Problème à trois corps : Ye Wenjie (6 épisodes)